# ناسيونال مونتي دي بيداد

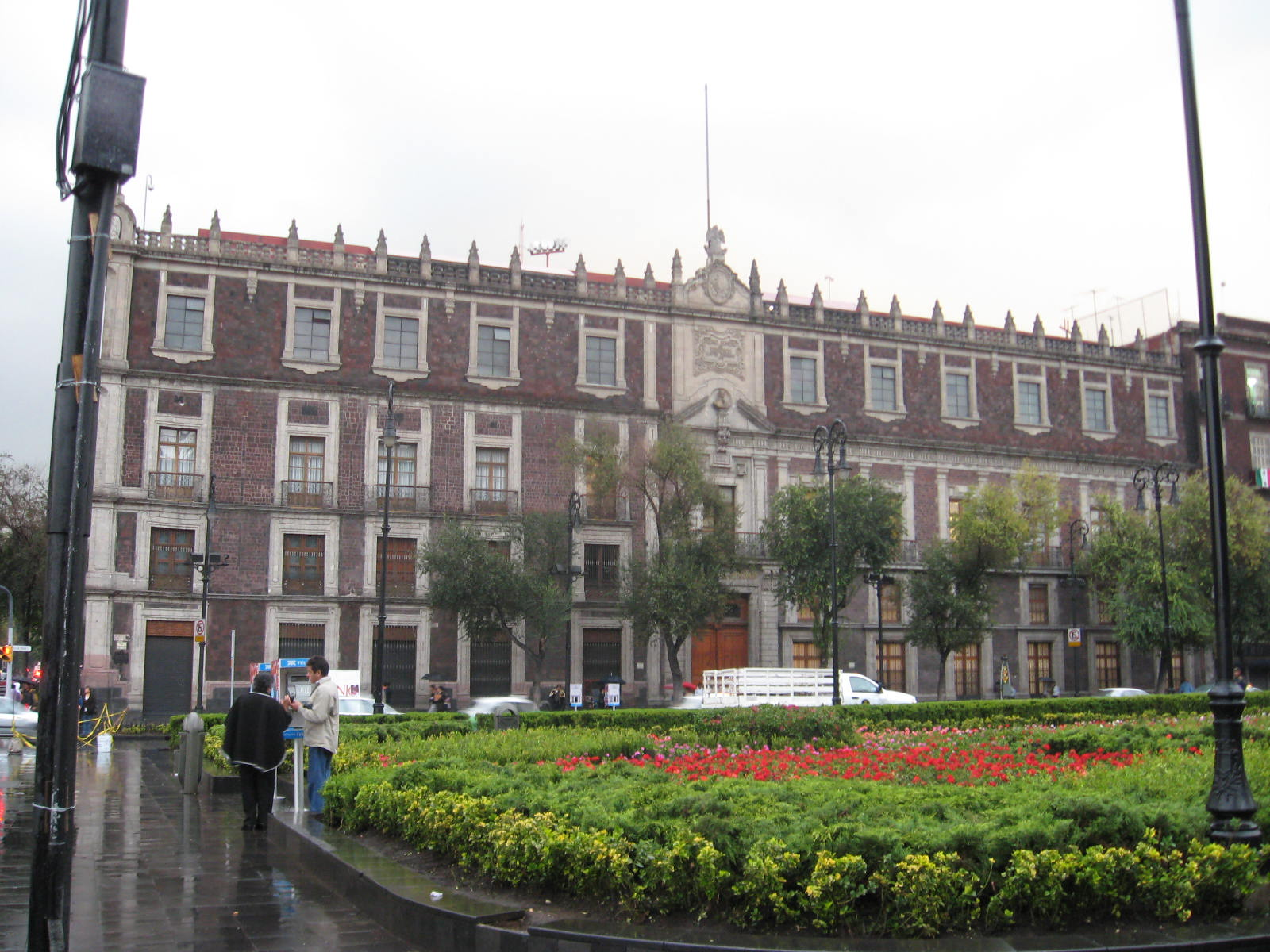
ناسيونال مونتي دي بيداد في مدينة مكسيكو.

ناسيونال مونتي دي بيداد هي مؤسسة غير ربحية ومتجر رهونات يقع مكتبها الرئيسي أمام (الزولاكو) أو الساحة الرئيسية في مدينة مكسيكو. تأسست بين عامَي 1774 و1777 من قبل «دون بيدرو روميرو دي تيريروس» كونت بلدية ريغلا كجزء من حركة لتوفير قروض معفاة من الفائدة أو قروض منخفضة الفائدة للفقراء. اعتُرِف بها كمؤسسة خيرية وطنية في عام 1927 من قبل الحكومة المكسيكية. في العقد الأول من القرن الحادي والعشرين، أصبحت مؤسسة سريعة النمو، وتضم أكثر من 200 فرع في جميع أنحاء المكسيك، وتخطط لفتح فرع في كل مدينة مكسيكية.

## المكتب الرئيسي
يقع المكتب الرئيسي في الركن الشمالي الغربي من الزولاكو وعلى الزاوية بين مونتي دي بيداد وشوارع 5 مايو. رغم خضوعه لتعديلات كبيرة، فقد كان ذات يوم جزءًا من العقارات التي يملكها «هيرنان كورتيز» (1485-1547). كانت في هذه المنطقة «المنازل القديمة» لـ«أكزاياكاتل» (1453?-1483) والد «مونتيزوما».
في زمن وصول «كورتيز»، كان «مونتيزوما» يعيش في «المنازل الجديدة» الواقعة عبر ما هو الآن الساحة الرئيسية التي يقف فيها القصر الوطني. كانت أبعاد الإقامة الأصلية كبيرة للغاية، إذ امتدت حتى شوارع أفينيدا ماديرو الحديثة، وإيزابيللا كاتوليكا، وكالي تاكوبا، ومونت دي بيداد، حتى أنّ المؤرخ «فرانسيسكو سرفانتيس دي سالازار» قد صرّح ذات مرة بأنّ ذلك المكان ليس قصرًا، بل مدينة في حد ذاته. شبّه مراقبون آخرون المبنى بمتاهة جزيرة كريت حيث سُجِن «مينوتور» (في الميثولوجيا الإغريقية). كان الهيكل الأصلي يتكون من طابقين وسلسلة من المباني الأصغر التي أجّرها «كورتيز» للتجار. كان المبنى الرئيسي يستقبل المحاكمات الملكية، وكان مقر إقامة اثنَين من الواليين الأوائل لإسبانيا الجديدة. في عام 1615، قُسّم العقار إلى عدة أراض للبيع.
يعود تاريخ واجهة المبنى الحالي المصنوعة من حجر التيزونتل إلى عام 1775، ويوجد في قمة الباب الرئيسي شعار النبالة لكونت ريغلا. أما في المدخل الرئيسي، فيوجد شعار النبالة لدولة المكسيك وتمثال نصفي لـ «دون بيدرو روميرو دي تيريروس». خضع داخل المبنى للتعديل بالكامل باستثناء بعض التفاصيل. أُضيفَ الطابق الثالث في عام 1948. تحولت غرفة «كورتيز» للمحاسبة عندما كان يشغل منصب ماركيز وادي أواكساكا، إلى كنيسة صغيرة وبقيت كذلك حتى عام 1926. ومنذ ذلك الوقت، أصبحت متحفًا يضم لوحة فنية لـ «خوسيه دي بايز» تعود لعام 1775، وديكورات بنائية من القرن الثامن عشر والقرن التاسع عشر، وطوابع الإلغاء، ونقود ورقية، وشهادات من عام 1880، بالإضافة إلى التماثيل الأصلية التابعة للمبنى.
جُدِّد هذا المبنى على نطاق واسع في عام 1984، مع عدد من المشاريع. نُظّفَت الجدران الخارجية للمبنى، وجُدّد الخشب والحديد المكوّن للبوابات والشرفات، مع حمايتهما ضد آثار التلوث. جُرّدَت الأرضيات والباحات والأعمدة وُصقلت. ووُضعت الحماية على كل نافذة غرفة مُثمّن، ووُسّع الصالون الفني.
تسبب حريق ناتج عن ماس كهربائي في إتلاف هذا المبنى في 17 أبريل 2004. بدأ الحريق في غرف الصرافين والمثمّنين حيث كان يعمل 10 أشخاص في ذلك الوقت على مشروع إعادة تصميم. شوهدت النار على الأرض وفي الطابق الأول من المبنى، ولكن لم يتعرض أي من الأغراض المرهونة للضرر.

## المؤسسة

### الأصل والتاريخ
بدأت حركة «مونتي دي بيتا» في بيروجيا بإيطاليا عام 1450 مع «فرسان المينور أوبزيرفانتيز دي سان فرانسيسكو». كانت تهدف إلى تقديم المساعدة المالية للناس في شكل قروض بدون فوائد. فبدلاً من الفوائد، كانوا يشجعون المقترضين على التبرع إلى الكنيسة. وانتشرت هذه الحركة أولاً عبر إيطاليا ثم في أجزاء أخرى من أوروبا. تأسست أول منظمة «مونتي دي بيداد» في إسبانيا في مدينة مدريد، ومن هناك انتقلت الفكرة إلى «إسبانيا الجديدة» بواسطة «بيدرو روميرو دي تيريروس»، و«كونت سانتا ماريا دي ريغلا»، وفارس «كالاترافا».
وُلد «تيريروس» (1710-1781) في إسبانيا ووصل إلى المكسيك في عام 1730، حيث أسس عددًا من الشركات بما في ذلك منجم «ريال ديل مونتي» للفضة في ولاية «هيدالجو» الحديثة. أسس «ساكرو إي ريال مونتي بيو دي أنيماس» بين عامي 1774 و1777 بموافقة الملك الإسباني «تشارلز الثالث»، الذي سمح له باستخدام جزء من كلية القديسين بطرس وبولس، حيث أصبح المكتب الرئيسي للمبنى اليوم. قام «تيريروس» في البداية بتمويل المشروع من خلال التبرع بمبلغ 300 ألف بيزو من الذهب. وكما هو الحال في مؤسسات «مونتي دي بيداد» الأخرى، لم تفرض مؤسسة «تيريروس» فائدة على القروض التي قدمتها، وحثت المقترضين على تقديم التبرعات إلى المؤسسات الكنسية، وخاصة كلية القديسين بطرس وبولس. وحث المقترضين أيضًا على الذهاب إلى الكنيسة والصلاة كوسيلة لمساعدتهم روحياً ومالياً.
بدأت العمليات في عام 1775 في كلية القديسين بطرس وبولس وحيث يوجد المكتب الرئيسي حاليًا. في عام 1818، أمر «دون فايسروي أبوداكا» بإخلاء المبنى بسبب مشاكل مع حركة الاستقلال ولكن لم يحدث ذلك حتى عام 1821، عندما صادر الملك فرديناند السابع ممتلكات اليسوعيين. انتقلت المؤسسة إلى دير الفرنسيسكان في سان بريدجيت الذي كان في شارع خواريز وشارع سان خوان دي ليتران (شارع إيجي سنترال الآن). انتقلت مرة ثانية في عام 1836 إلى منزلَين في شارع إمبيدراديلو قبالة قسم الاختلاف في الزوكالو، وكان يملك المنزلين وقتها دوق مونتيليون، سليل «هرنان كورتيز». بعد مرور بعض الوقت على انتقال كلية القديسين بطرس وبولس إلى ما يعرف الآن باسم «كوليجيو دي سان إيلديفونسو»، اشترت مؤسسة مونتي دي بيداد هيكل الكليّة القديم ومنزلها الأصلي من دوق مونتيليون في عام 1836.
بعد الاستقلال، أُقرَّت المؤسسة من قبل الحكومة الجديدة واكتسبت اسمها الحالي. في بداية القرن التاسع عشر، تسبب سوء الإدارة، والقروض التي فرضتها الحكومة، والاضطرابات السياسية في مشاكل مالية خطيرة لمونتي دي بيداد. ومع ذلك، وقبل نهاية القرن نفسه، كانت المؤسسة موسرة ماليًا لدرجة أنها بدأت في إصدار أموالها الخاصة (وتسمى شهادات الإيداع السرية) والتي وصلت قيمتها إلى ستة ملايين بيزو في عام 1881. وفي ذلك العام نفسه، فتحت فروعها الأولى في سان لويس بوتوسي وفي أواكساكا وبويبلا، لكنها أُغلقت في غضون فترة قصيرة. في عام 1927، وبموجب مرسوم رئاسي، أُعلنت مونتي دي بيداد بشكل قانوني كمؤسسة خيرية خاصة.

### الوظائف الأساسية
منذ تأسيسها، كان للمؤسسة هدفان أساسيان لم يتغيرا. الأول والأهم هو فيما يتعلق بالقروض المقدمة للأسر التي لديها احتياجات طارئة، وتوفير أفضل الظروف الممكنة وبدون النظر في تحقيق مكاسب مالية ممكنة للمؤسسة. كانت استراتيجيتها الأولى والرئيسية في تقديم القروض هي القروض الصغيرة التي تستخدم الأغراض المرهونة ضمانًا لها. ولكن، ونظرًا لفقدان المؤسسة أموالًا كبيرة في سنواتها الأولى، فقد قرر مجلس الإدارة في عام 1782 أنه من الضروري فرض فائدة ثابتة. ولأنها منظمة خيرية، فستأخذ أغراضًا بقيمة زهيدة لا تتجاوز 30 بيزو؛ بينما يبلغ متوسط القروض نحو 500 بيزو. كانت معظم الممتلكات المرهونة عبارة عن مجوهرات وساعات، ولكن قبلت المؤسسة أيضًا بمجموعة متنوعة من الأشياء مثل السيارات والأجهزة المنزلية وحتى الأغطية والبياضات. وقد أضافت منذ ذلك الحين بعض الخدمات المالية الأخرى مثل الخدمات المصرفية، التي بدأت في عام 1878، وقروض الأسهم المنزلية، التي بدأت في عام 1997.